# Mustafaağalı
Mustafaağalı (ryska: Мустафаагалы) är en ort i Azerbajdzjan.   Den ligger i distriktet Bərdə Rayonu, i den centrala delen av landet, 220 km väster om huvudstaden Baku. Mustafaağalı ligger 30 meter över havet och antalet invånare är 2 581.
Terrängen runt Mustafaağalı är platt, och sluttar österut. Närmaste större samhälle är Barda, 13,9 km väster om Mustafaağalı.
Trakten runt Mustafaağalı består till största delen av jordbruksmark. Runt Mustafaağalı är det ganska tätbefolkat, med 129 invånare per kvadratkilometer.